# Glasharfe

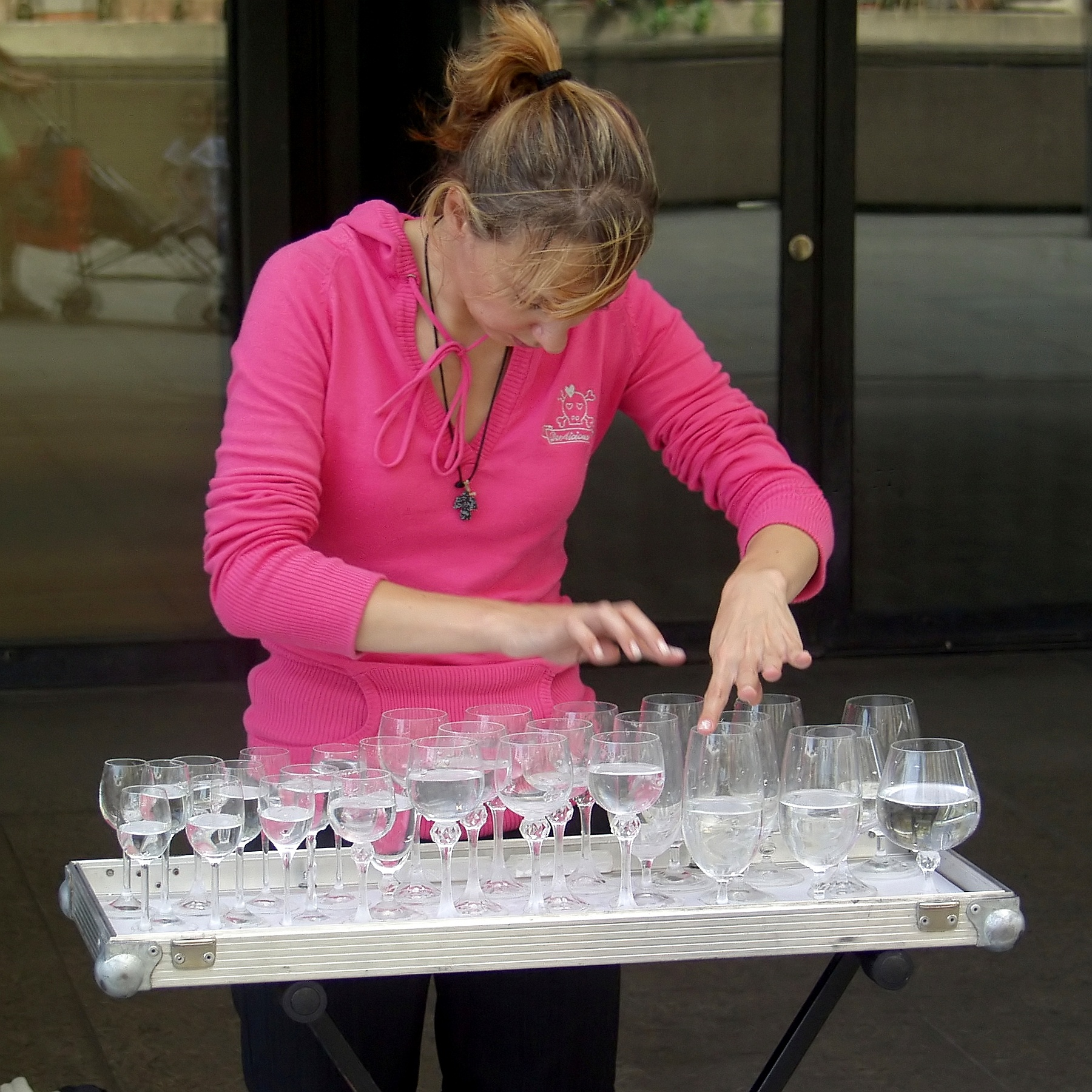
Glasharfenspielerin

Die Glasharfe, auch Gläserspiel, ist ein Reibidiophon, das aus mehreren in Reihen angeordneten Trinkgläsern besteht, die durch kreisende Bewegungen mit dem nassen Finger am Rand zum Klingen gebracht werden. Die feinen Schwingungen werden durch den Haftgleiteffekt bewirkt.
In der Moderne wurde das Melodieinstrument vom Stuttgarter Musiker Bruno Hoffmann (1913–1991) zur Wiedergabe der für Glasharmonika geschriebenen Kompositionen verwendet. Aufgrund der besonderen Anordnung der Gläser ist dessen Glasharfe eine Erweiterung des ursprünglichen Gläserspiels. 

## Bekannte Glasharfenbauer
Bruno Hoffmann faszinierte in seiner 60-jährigen Konzerttätigkeit ein weltweites Publikum mit dem besonderen Klang des Glases. Er trug viele Originalwerke durch intensive Forschungsarbeit zusammen und initiierte zahlreiche zeitgenössische Kompositionen. Er erreichte nicht zuletzt durch seine zahlreichen Vorführungen in Schulen eine gewisse Allgemeinbekanntheit des Begriffes Glasharfe.
Sascha Reckert aus Ahlen entwickelt die historischen Instrumente weiter und hat über 200 Glasinstrumente in seinen Werkstätten in Köln und Schloss Massenbach bei Heilbronn gebaut.

## Tonumfang und Klangeigenschaften
Die Gläser für die Glasharfe wurden eigens angefertigt. Der Tonumfang des chromatischen Instruments reicht (seit 1959) vom kleinen g bis zum viergestrichenen d. Der Klang, der sich in den höheren Lagen besser entfalten kann, ist sehr hell und zart. Durch den Diamantschliff und die Abstimmung der Gläser muss das Instrument nie mehr gestimmt werden. Die Möglichkeiten des Instrumentes übersteigen insbesondere bezüglich der Dynamik diejenigen der Glasharmonika.

## Kompositionen für die Glasharfe
Für die Glasharfe gibt es 400 klassische Kompositionen und 400 moderne Kompositionen. Bekannt sind die Wahnsinnsarie in der Oper Lucia di Lammermoor und Mozarts Quintett für Glasharmonika, Flöte, Oboe, Viola und Cello (KV 617).

## Herkunft
Ein Holzschnitt in Franchinus Gaffurius Theorica musice von 1492 zeigt die früheste Verwendung eines Gläserspiels in Europa. Die Gläser werden mit Stäbchen angeschlagen.
Beim indischen Jaltarang werden mit Wasser gefüllte und im Halbkreis aufgestellte Porzellanschüsseln mit zwei Stäbchen geschlagen.